# 叉牙鯛
叉牙鯛為輻鰭魚綱鱸形目鱸亞目鯛科的其中一種，分布於東大西洋區，從法國比斯開灣至獅子山海域，棲息深度5-70公尺，體長可達51公分，棲息在岩石底質、海藻生長沙底質海域，幼魚以甲殼類為食；成魚以藻類為食，可做為食用魚及遊釣魚。